# Next-generation network
Next-generation network (NGN) is de aanduiding voor een nieuwe aanpak voor het bouwen van telecommunicatienetwerken. Bij de huidige netwerken is sprake van de zogenaamde "smoke stack"-architectuur, letterlijk "schoorsteenpijp"-architectuur. Dat houdt in dat het aanbod en de beschikbaarheid van diensten nauw samenhangen met de toegangstechnologie, met de locatie van de gebruiker en met de technieken die worden gebruikt voor het transport van de informatie door het netwerk.
In een NGN wordt het mogelijk om gebruik te maken van één en dezelfde dienst, onafhankelijk van de toegangstechnologie en onafhankelijk van de locatie van de gebruiker. Voorbeeld: de gebruiker heeft dan de beschikking over één contactenlijst die bereikbaar is vanaf elke locatie – in plaats van afzonderlijke contactenlijsten in, bijvoorbeeld, mobiele telefoon, pc en vaste telefoon.
Om dit te bereiken zijn fundamentele veranderingen nodig in de bestaande telecommunicatienetwerken. In een NGN bestaat er een strikte scheiding tussen enerzijds het pure transport van de informatie en anderzijds de diensten die informatie aanbieden en bewerken. Voor het transport wordt Internet Protocol-technologie gebruikt; IP Multimedia System vormt het hart van het dienstendeel van het netwerk.
Omdat een NGN, in tegenstelling tot het Internet, volledig onder controle van de operator valt, is het beter mogelijk om kwaliteitsgaranties te geven.